# Kulczyba

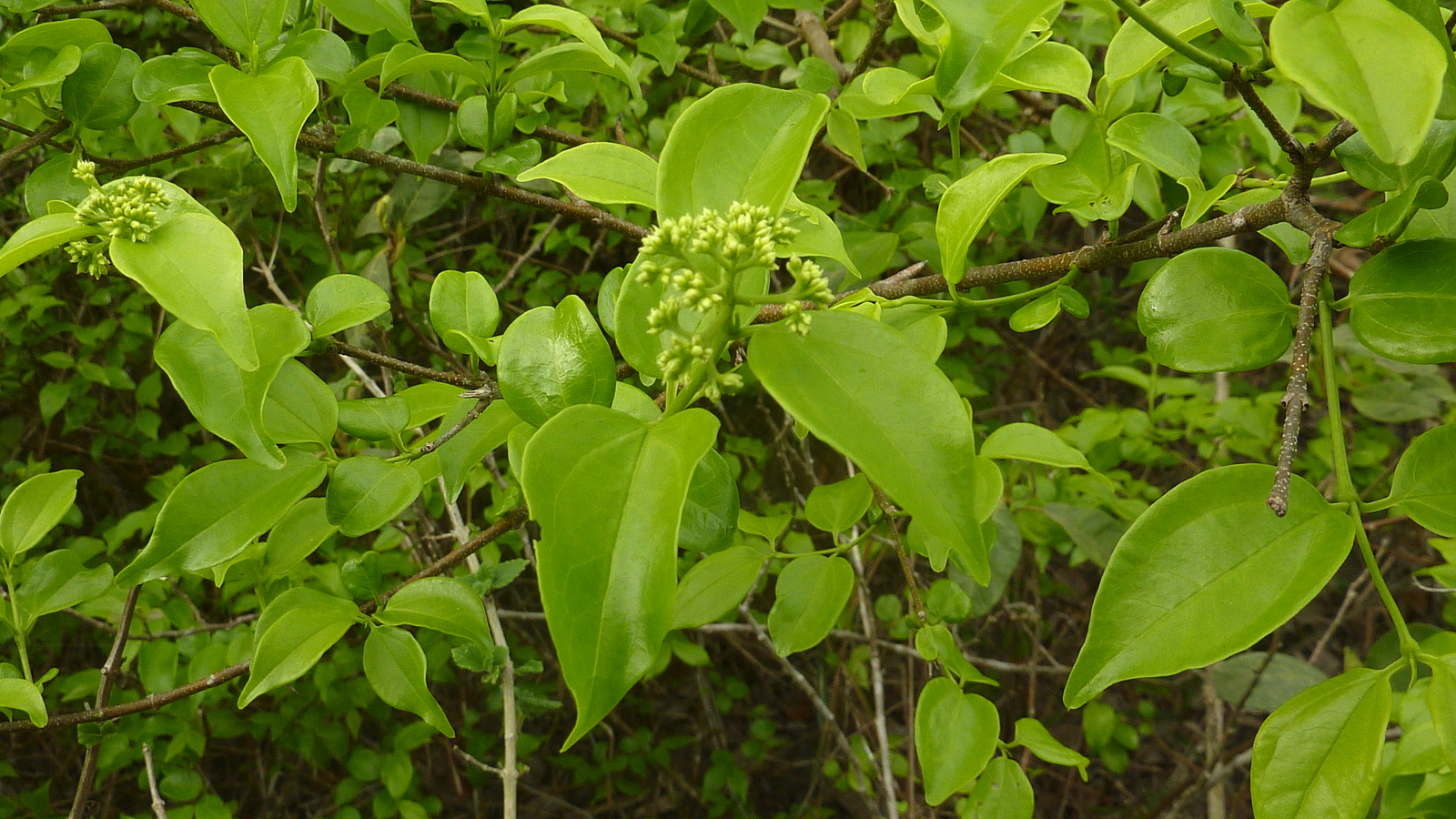
Strychnos brasiliensis

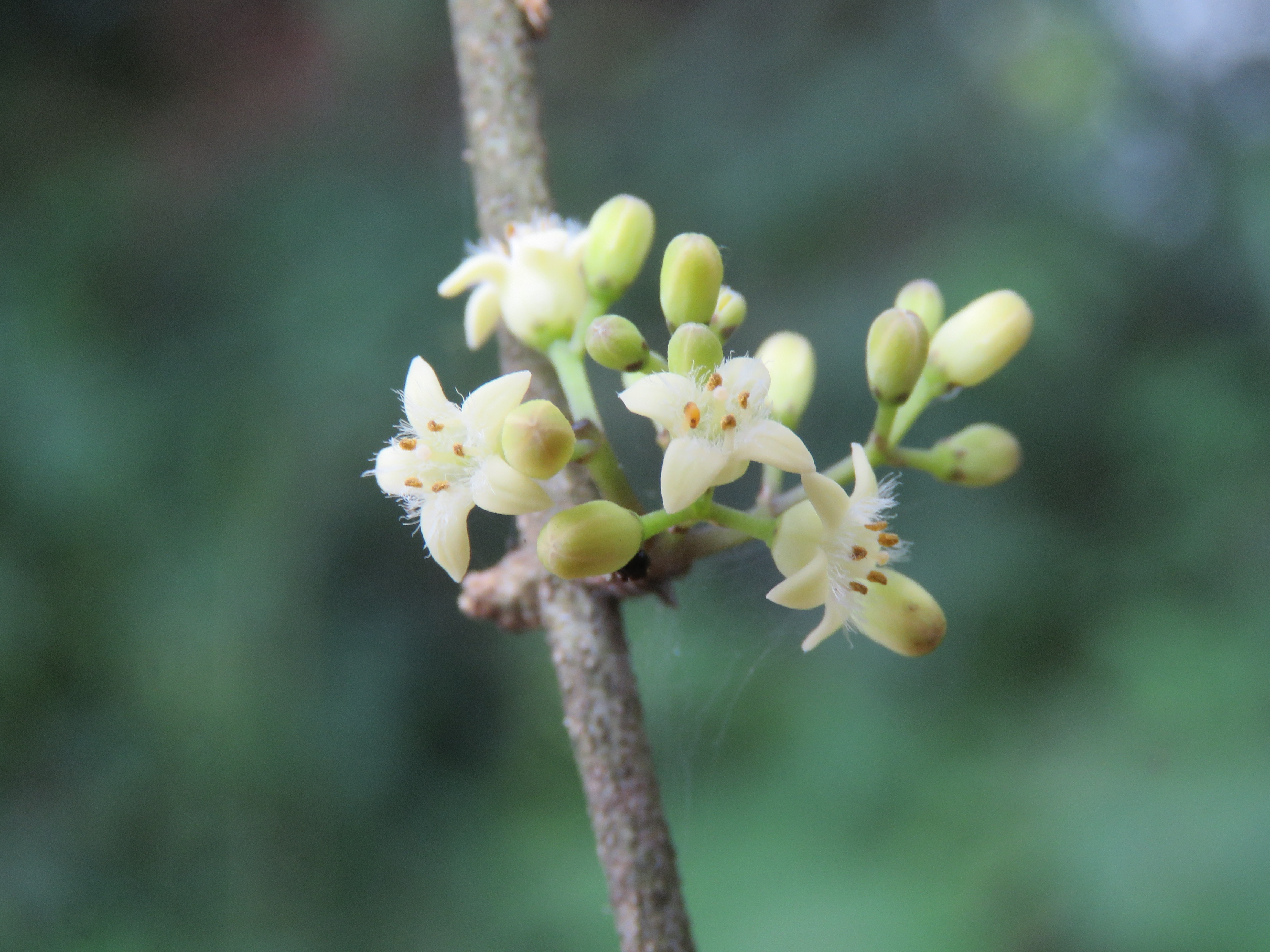
Strychnos dalzellii var. lanceolaris

Kulczyba (Strychnos L.) – rodzaj roślin z rodziny loganiowatych Loganiaceae. Obejmuje ok. 190 lub 203 gatunki (najbardziej zróżnicowany rodzaj w obrębie rodziny). Najwięcej gatunków występuje w Afryce równikowej, gdzie jest ich ok. 75, poza tym rodzaj obecny jest w Ameryce Środkowej i północnej oraz środkowej części Ameryki Południowej, w całej Afryce subsaharyjskiej, w Azji południowej i południowo-wschodniej, na Nowej Gwinei oraz w północnej i wschodniej Australii. Większość gatunków występuje w nizinnych lasach równikowych, część rośnie na sawannach.
Rodzaj o największym znaczeniu ekonomicznym w rodzinie. Rośliny te dostarczają silnie trujących alkaloidów takich jak strychnina i brucyna, używanych m.in. do trucia strzał (zob. kurara) i ryb (niezależnie stosowane przez ludy miejscowe zarówno na Starym, jak i Nowym Świecie). Już w niewielkich dawkach powodują one paraliż mięśni i śmierć. Wykorzystywane są w trutkach na gryzonie. W małych dawkach strychnina stymuluje ośrodkowy układ nerwowy i stosowana jest przy omdleniach, zatruciach eterem i chloroformem, poprawia też zdolność widzenia. Podstawowym źródłem strychniny są nasiona kulczyby wroniego oka. Mimo silnie trujących nasion sam miąższ owoców bywa nietoksyczny i niektóre gatunki o większych i mniejszych owocach są jadalne (S. cocculoides, S. madagascariensis, S. pungens, S. spinosa). Przypuszcza się, że owoce kulczyby mogły być wzmiankowane w Biblii jako owoce drzewa poznania dobra i zła (jabłoń domowa dotarła do basenu Morza Śródziemnego dopiero ok. 1 tys. lat p.n.e.). Rośliny te stosowane są także jako lecznicze. Drewno Strychnos colubrina stosowane jest przy ukąszeniach żmij, a wraz z korą do leczenia malarii. Aborygeni w północnej Australii jadali owoce kulczyby i używali ich miąższu do leczenia chorób skóry. Nasionami Strychnos potatorum pociera się od wewnątrz naczynia w celu użycia ich do klarowania wody pitnej. Część gatunków wykorzystywana jest jako źródło drewna.

## Morfologia

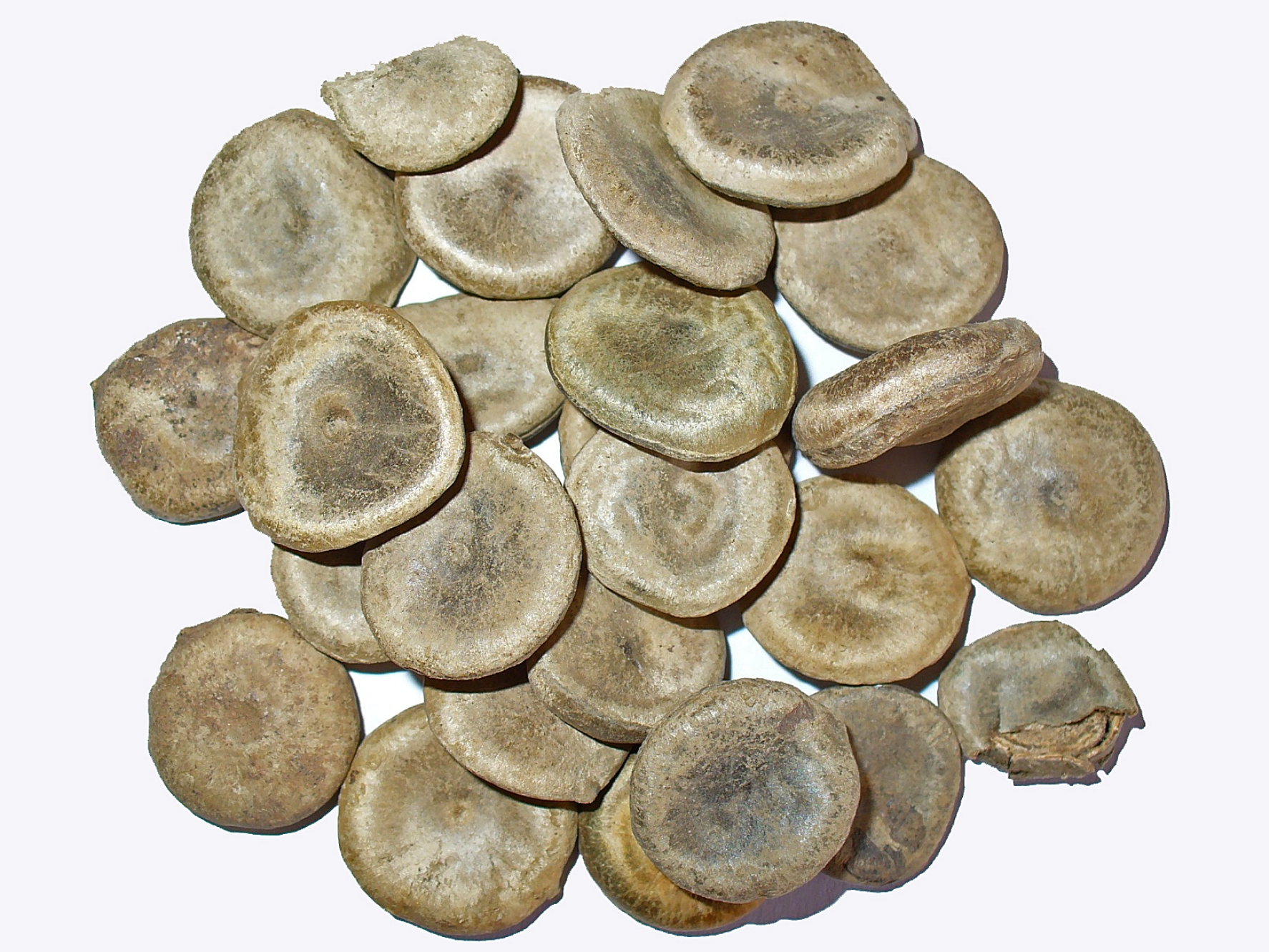
Nasiona kulczyby wronie oko

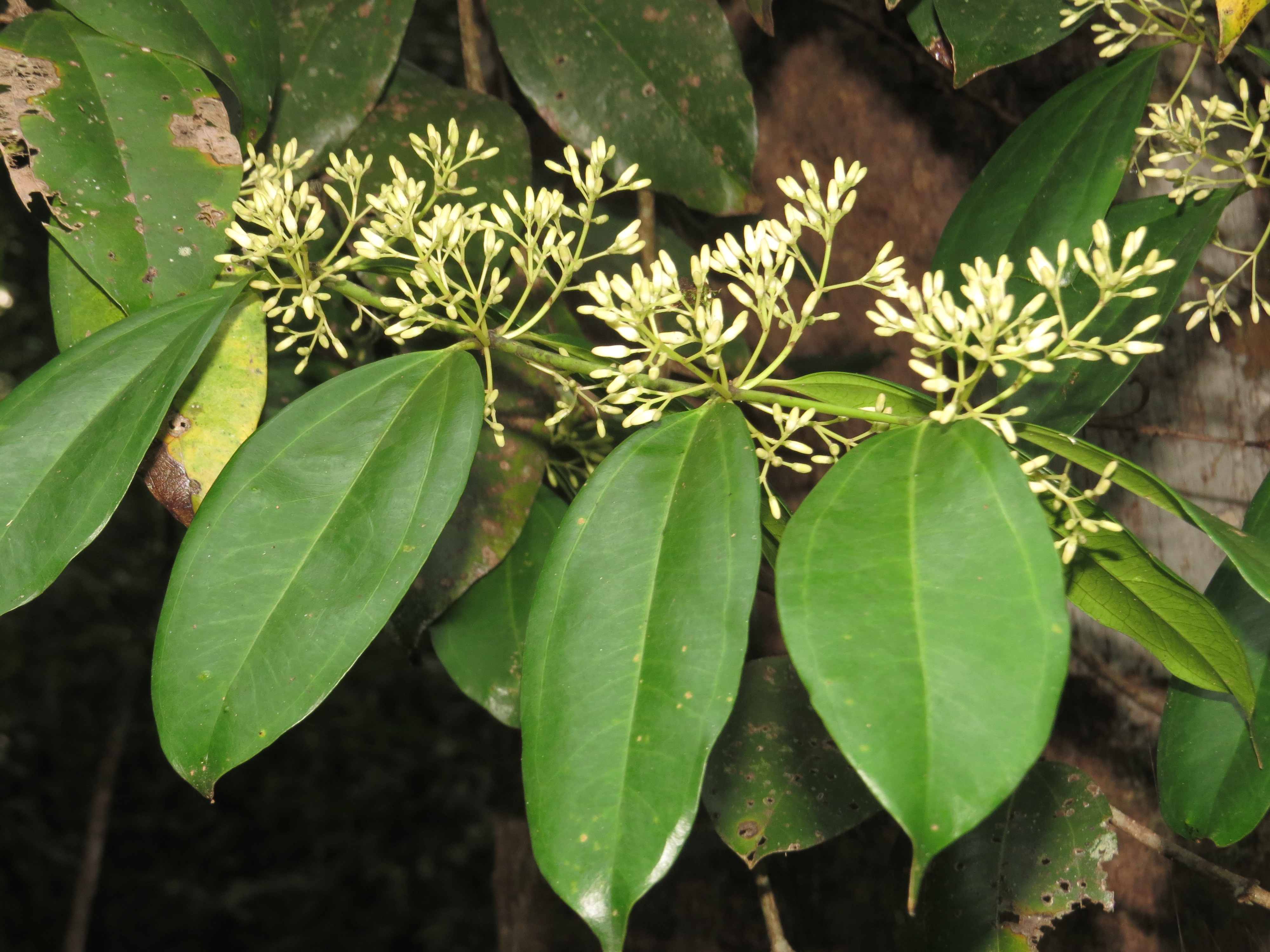
Strychnos colubrina

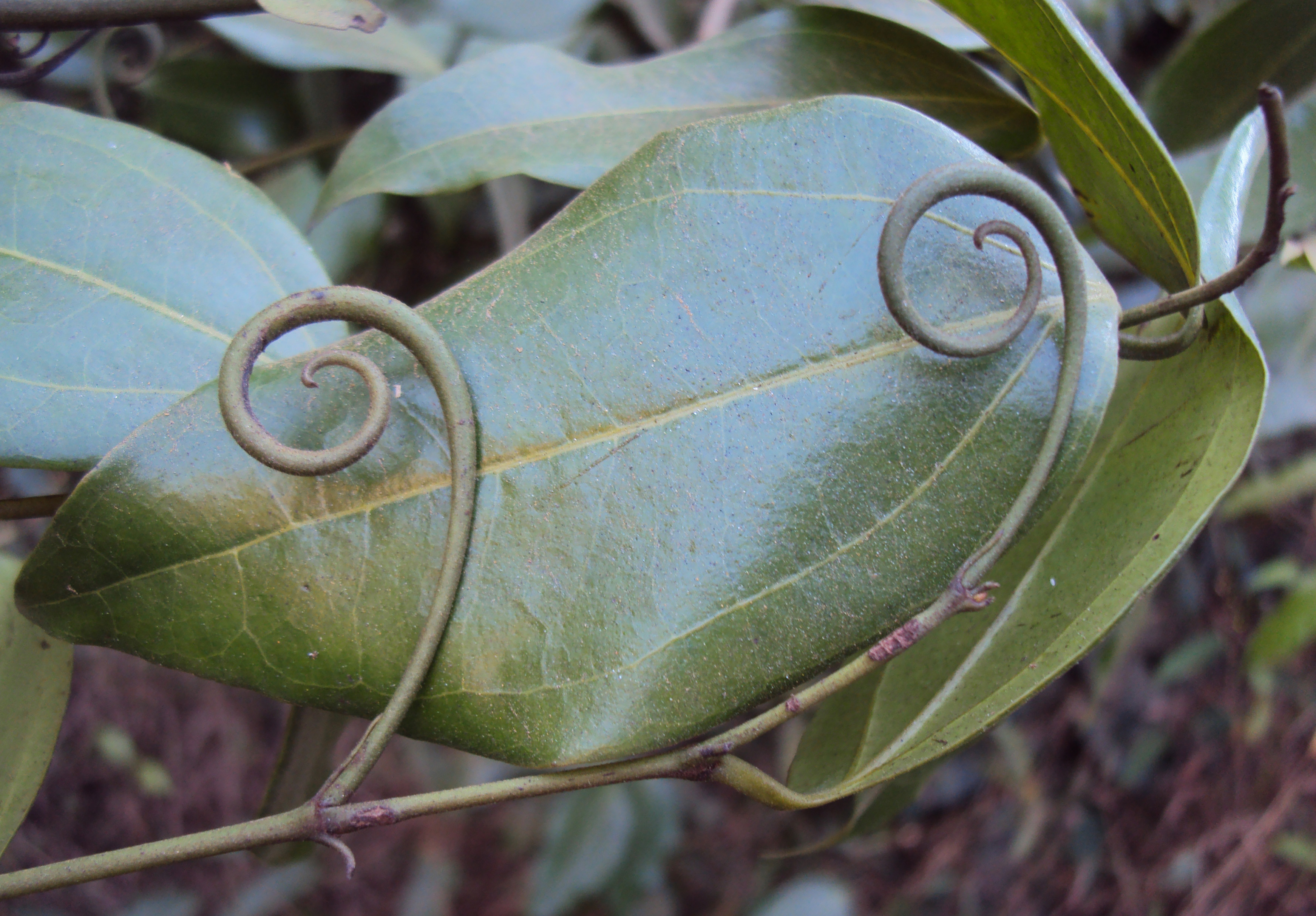
Strychnos colubrina

PokrójLiany, krzewy i drzewa (na sawannach do 10 m wysokości, w lasach równikowych osiągające co najmniej 20 m lub 35 m oraz do 100 cm pierśnicy), z cierniami lub bez, często z wąsami czepnymi wyrastającymi w kątach liści, zwijającymi się, drewniejącymi i grubiejącymi w miejscu wygięcia. Pędy nagie lub z włoskami pojedynczymi.
LiścieNaprzeciwległe, ogonkowe lub krótkoogonkowe, zwykle z wyraźnymi poduszeczkami liściowymi, z przylistkami zwykle zredukowanymi do wąskiego, orzęsionego rąbka łączącego nasady ogonków. Blaszka liściowa pojedyncza, całobrzega, kształtu od okrągłego do wąskoeliptycznego. Wiązki przewodzące drugiego rzędu w liczbie 3–7, łukowate, często wyraźne, oddzielające się blisko nasady blaszki. Blszaka często skórzasta.
KwiatyZwykle zebrane luźne lub gęste w kwiatostany wiechowate lub wierzchotkowate szczytowe lub wyrastające w kątach liści. Przysadki łuskowate. Kwiaty są promieniste (czasem działki kielicha są nierównej wielkości), 4 i 5-krotne, siedzące lub szypułkowe. Kielich zrosłodziałkowy, z działkami mniej lub bardziej zodzielonymi. Korona zrośnięta u dołu w krótszą lub dłuższą rurkę z rozpostartymi łatkami na szczycie. Płatki koloru białego do żółtego, zielonkawe, rzadko pomarańczowe lub żółtobrązowe. Pręciki przyrośnięte do rurki korony, krótsze lub dłuższe od niej, z nitkami cienkimi i różnego kształtu pylnikami (kulistymi do wąsko podługowatych). Zalążnia powstaje z dwóch owocolistków i zwykle jest dwukomorowa, rzadko z jedną komorą. W komorach z kilkoma lub licznymi zalążkami. Szyjka słupka walcowata, na końcu z główkowatym lub dwudzielnym znamieniem.
OwoceRóżnej wielkości, kuliste (zazwyczaj) lub podługowate jagody, czerwone lub pomarańczowe po dojrzeniu (czasem żółte, zielone, brązowe lub czarne). O skórce grubej i twardej. W środku zwykle z miąższem pomarańczowym, zawierającym pojedyncze do 15 nasion. Te duże (od 0,5 do 3 cm średnicy), zwykle spłaszczone, koliste lub owalne w zarysie, czasem kulistawe, ze skórzastą łupiną. Zarodek drobny.

## Systematyka

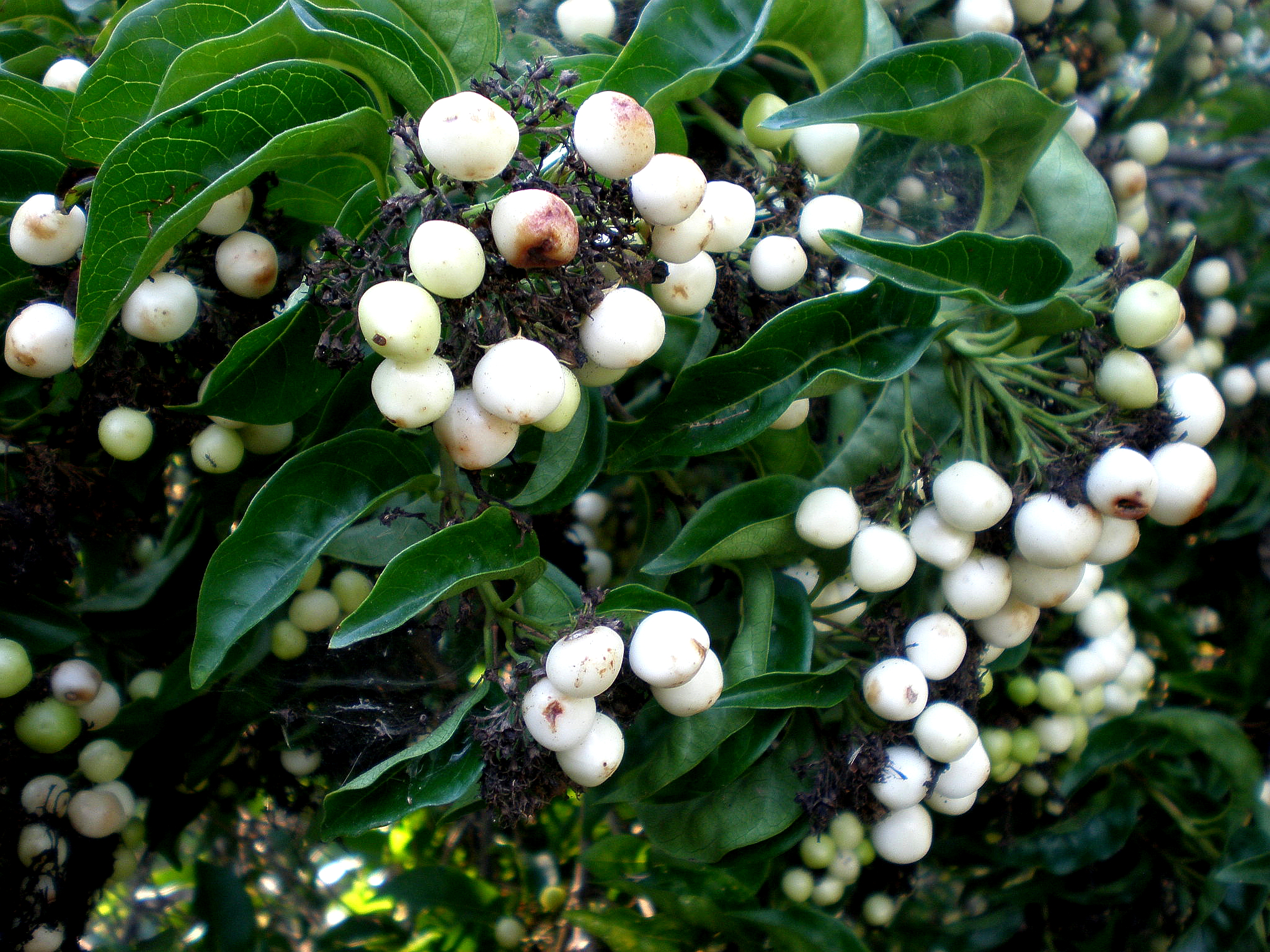
Strychnos decussata

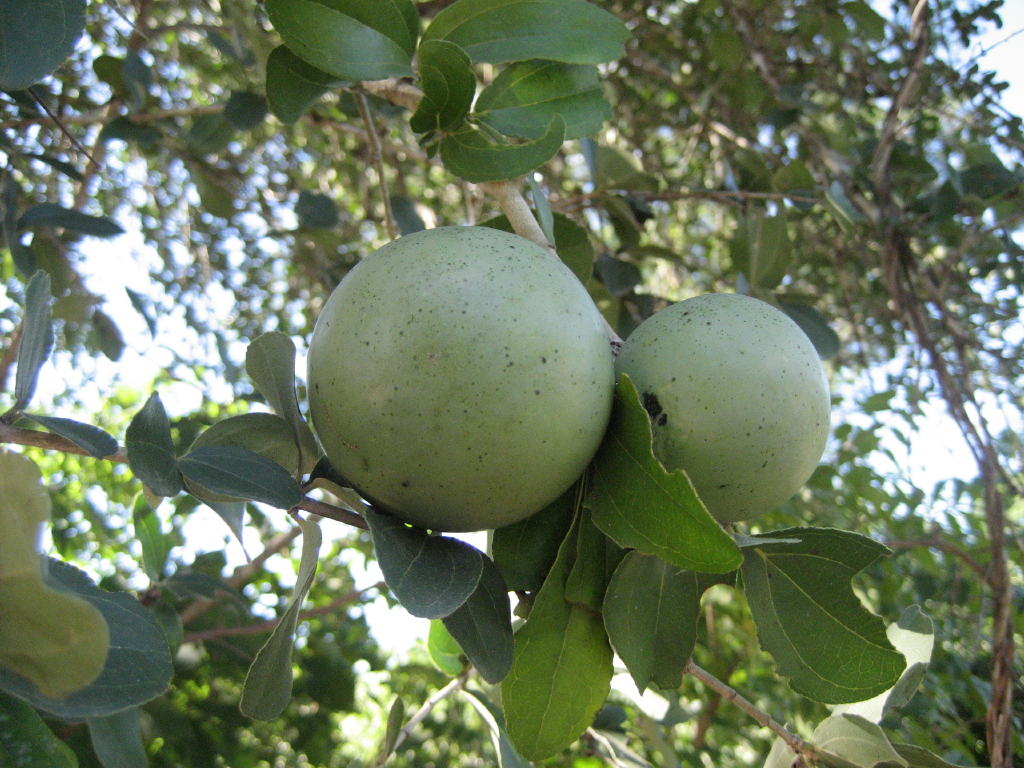
Strychnos madagascariensis

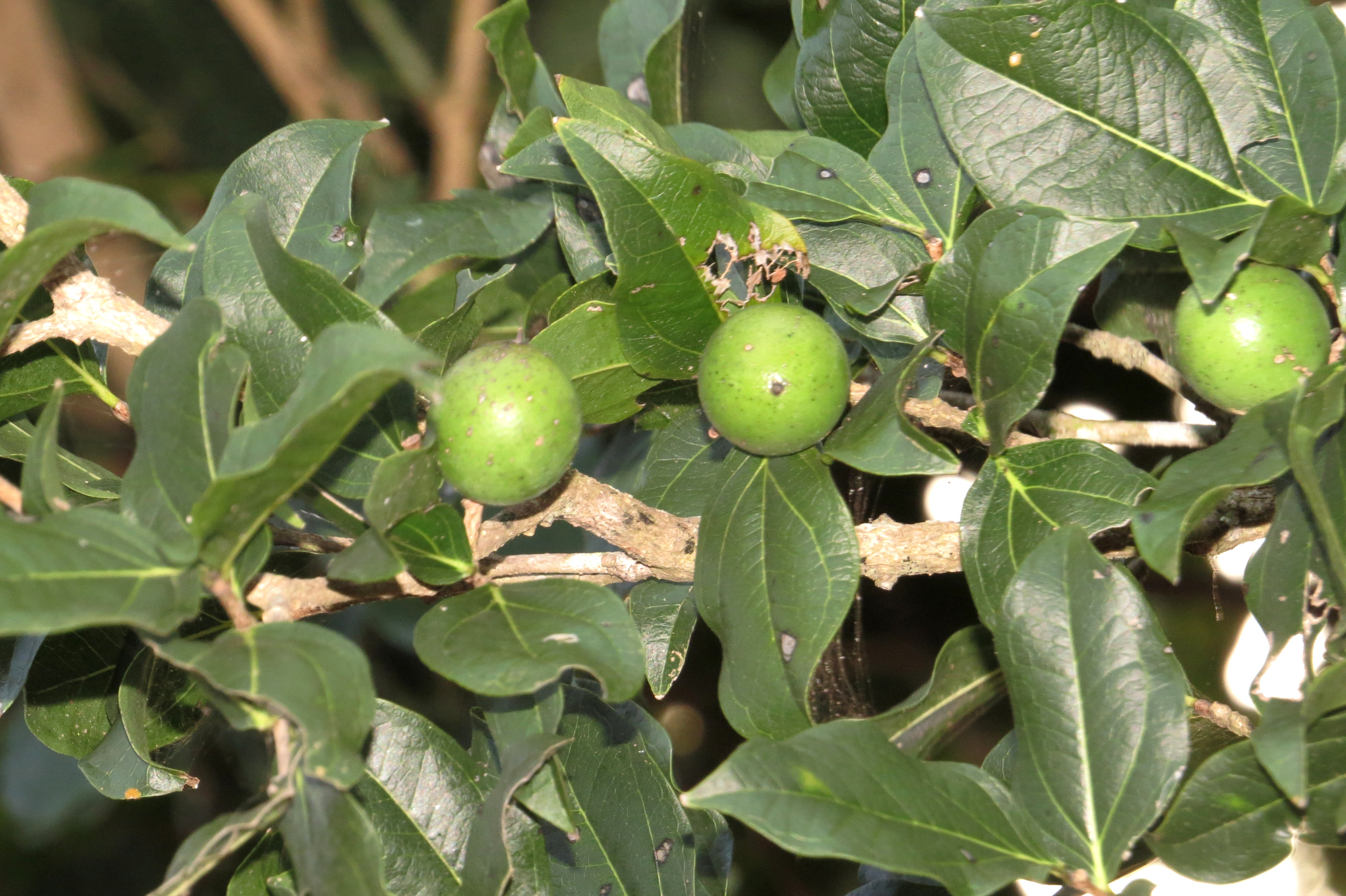
Strychnos potatorum

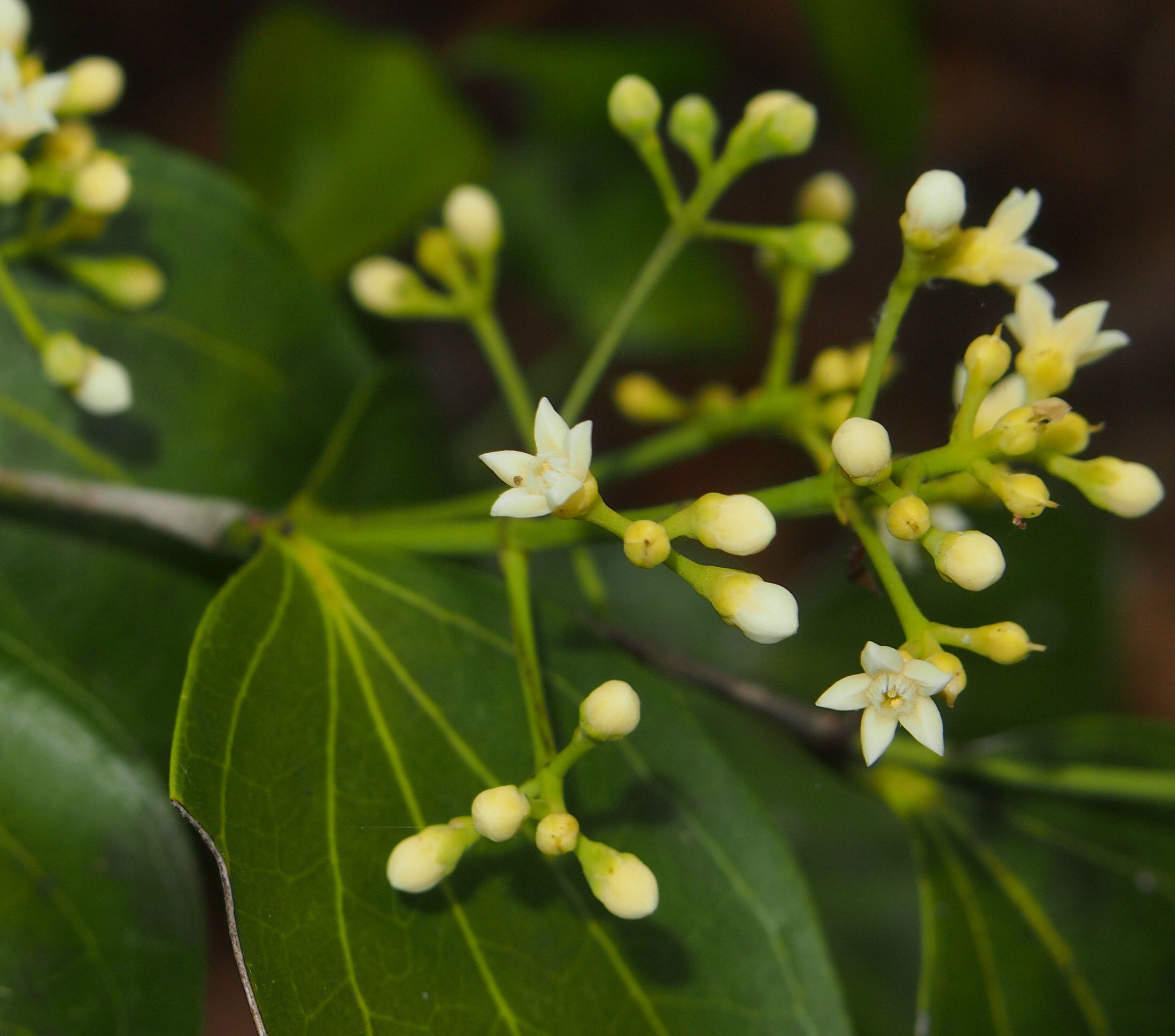
Strychnos psilosperma

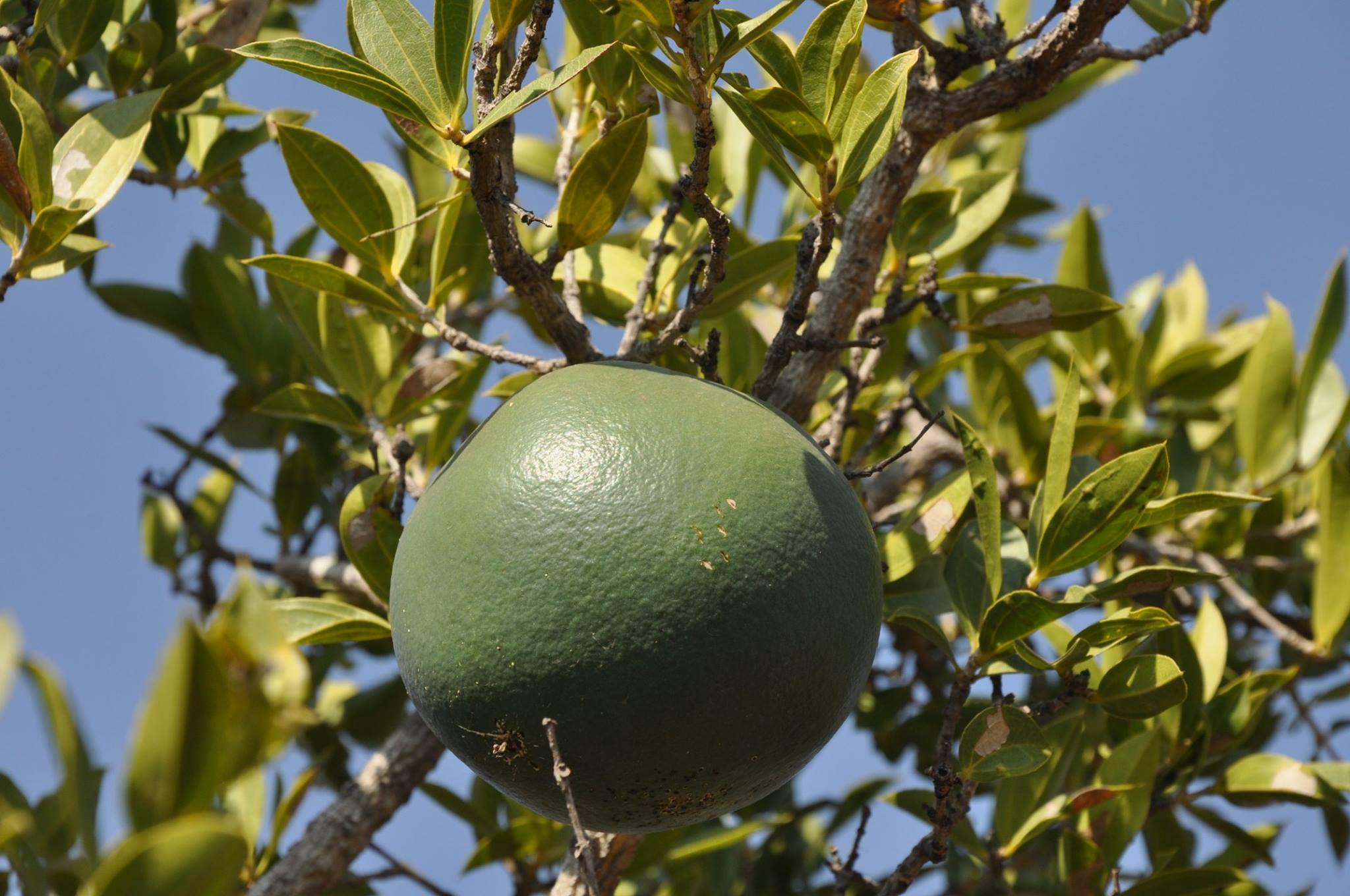
Strychnos pungens

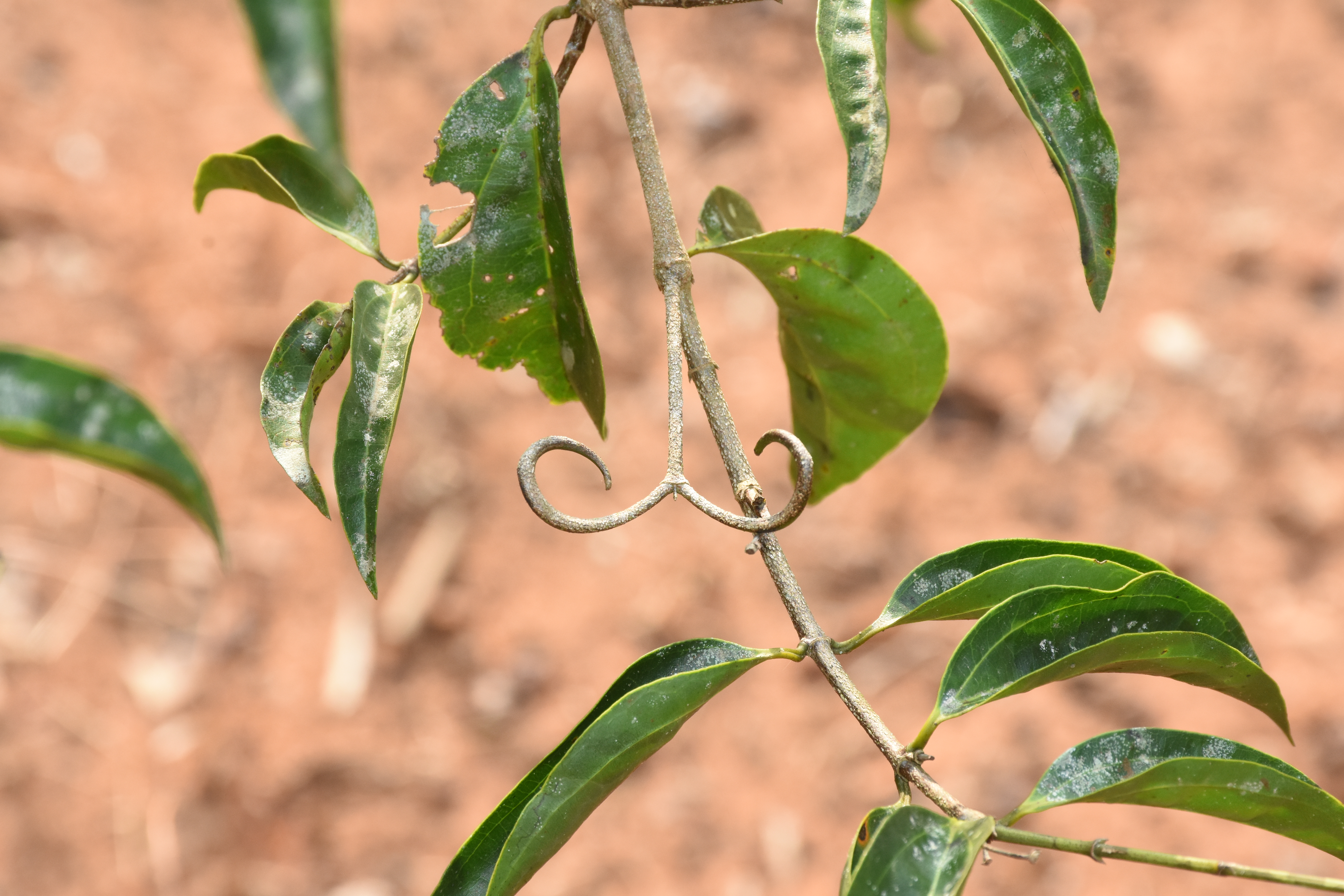
Strychnos wallichiana

Jeden z trzech rodzajów z plemienia Strychneae Dumort. wyróżnianego w obrębie rodziny loganiowatych Loganiaceae Martius. W obrębie rodzaju wyróżniano tradycyjnie 12 sekcji, ale nie są one monofiletyczne.
Wykaz gatunków
- Strychnos aculeata Soler.
- Strychnos acuta Progel
- Strychnos aenea A.W.Hill
- Strychnos afzelii Gilg
- Strychnos alvimiana Krukoff & Barneby
- Strychnos amazonica Krukoff
- Strychnos andamanensis A.W.Hill
- Strychnos angolensis Gilg
- Strychnos angustiflora Benth.
- Strychnos araguaensis Krukoff & Barneby
- Strychnos asperula Sprague & Sandwith
- Strychnos asterantha Leeuwenb.
- Strychnos atlantica Krukoff & Barneby
- Strychnos axillaris Colebr.
- Strychnos bahiensis Krukoff & Barneby
- Strychnos barnhartiana Krukoff
- Strychnos barteri Soler.
- Strychnos benthamii C.B.Clarke
- Strychnos bicolor Progel
- Strychnos bifurcata Leeuwenb.
- Strychnos boonei De Wild.
- Strychnos borneensis Leenh.
- Strychnos brachiata Ruiz & Pav.
- Strychnos brachistantha Standl.
- Strychnos brasiliensis (Spreng.) Mart.
- Strychnos bredemeyeri (Schult.) Sprague & Sandwith
- Strychnos campicola Gilg ex Leeuwenb.
- Strychnos camptoneura Gilg & Busse
- Strychnos canthioides Leeuwenb.
- Strychnos castelnaeana Baill.
- Strychnos cathayensis Merr.
- Strychnos cayennensis Krukoff & Barneby
- Strychnos cerradoensis Krukoff & Barneby
- Strychnos chlorantha Progel
- Strychnos chromatoxylon Leeuwenb.
- Strychnos chrysophylla Gilg
- Strychnos cocculoides Baker
- Strychnos cogens Benth.
- Strychnos colombiensis Krukoff & Barneby
- Strychnos colubrina L.
- Strychnos congolana Gilg
- Strychnos coriacea Thwaites
- Strychnos croatii Krukoff & Barneby
- Strychnos cuminodora Leeuwenb.
- Strychnos cuniculina Leeuwenb.
- Strychnos curtisii King & Gamble
- Strychnos daclacensis C.K.Tran
- Strychnos dale De Wild.
- Strychnos dalzellii C.B.Clarke
- Strychnos dantaensis Manoel, Carrijo & E.F.Guim.
- Strychnos darienensis Seem.
- Strychnos davidsei Krukoff & Barneby
- Strychnos decussata (Pappe) Gilg
- Strychnos densiflora Baill.
- Strychnos diaboli Sandwith
- Strychnos dinhensis Pierre ex Dop
- Strychnos dinklagei Gilg
- Strychnos diplotricha Leeuwenb.
- Strychnos divaricans Ducke
- Strychnos dolichothyrsa Gilg ex Onochie & Hepper
- Strychnos duckei Krukoff & Monach.
- Strychnos ecuadoriensis Krukoff & Barneby
- Strychnos elaeocarpa Gilg ex Leeuwenb.
- Strychnos erichsonii R.H.Schomb. ex Progel
- Strychnos eugeniifolia Monach.
- Strychnos fallax Leeuwenb.
- Strychnos fendleri Sprague & Sandwith
- Strychnos flavescens King & Gamble
- Strychnos floribunda Gilg
- Strychnos froesii Ducke
- Strychnos fulvotomentosa Gilg
- Strychnos gardneri A.DC.
- Strychnos gerrardii N.E.Br.
- Strychnos glabra Sagot ex Progel
- Strychnos gnetifolia Gilg ex Onochie & Hepper
- Strychnos goiasensis Krukoff & Barneby
- Strychnos gossweileri Exell
- Strychnos grayi Griseb.
- Strychnos gubleri G.Planch.
- Strychnos guianensis (Aubl.) Mart.
- Strychnos henningsii Gilg
- Strychnos hirsuta Spruce ex Benth.
- Strychnos icaja Baill.
- Strychnos ignatii Bergius
- Strychnos innocua Delile
- Strychnos jacarepiensis Manoel & E.F.Guim.
- Strychnos javariensis Krukoff
- Strychnos jobertiana Baill.
- Strychnos johnsonii Hutch. & M.B.Moss
- Strychnos kasengaensis De Wild.
- Strychnos krukoffiana Ducke
- Strychnos lanata A.W.Hill
- Strychnos lanceolaris Miq.
- Strychnos ledermannii Gilg & Gilg-Ben.
- Strychnos leenhoutsii Tirel
- Strychnos lobelioides Krukoff & Barneby
- Strychnos longicaudata Gilg
- Strychnos lucens Baker
- Strychnos lucida R.Br.
- Strychnos luzonensis Elmer
- Strychnos madagascariensis  Poir.
- Strychnos maingayi C.B.Clarke
- Strychnos malacoclados C.H.Wright
- Strychnos malacosperma Ducke & Fróes
- Strychnos malchairii De Wild.
- Strychnos matopensis S.Moore
- Strychnos mattogrossensis S.Moore
- Strychnos medeola Sagot ex Progel
- Strychnos melanocarpa Gilg & Gilg-Ben.
- Strychnos melastomatoides Gilg
- Strychnos melinoniana Baill.
- Strychnos mellodora S.Moore
- Strychnos memecyloides S.Moore
- Strychnos millepunctata Leeuwenb.
- Strychnos mimfiensis Gilg ex Leeuwenb.
- Strychnos minor Dennst.
- Strychnos mitis S.Moore
- Strychnos mitscherlichii M.R.Schomb.
- Strychnos moandaensis De Wild.
- Strychnos mostueoides Leeuwenb.
- Strychnos myrtoides Gilg & Busse
- Strychnos nana E.S.Brandão
- Strychnos narcondamensis A.W.Hill
- Strychnos ndengensis Pellegr.
- Strychnos neglecta Krukoff & Barneby
- Strychnos ngouniensis Pellegr.
- Strychnos nicaraguensis Huft
- Strychnos nigricans Progel
- Strychnos nigritana Baker
- Strychnos nitida G.Don
- Strychnos nux-blanda A.W.Hill
- Strychnos nux-vomica L. – kulczyba wronie oko
- Strychnos odorata A.Chev.
- Strychnos oiapocensis Fróes
- Strychnos oleifolia A.W.Hill
- Strychnos ovata A.W.Hill
- Strychnos pachycarpa Ducke
- Strychnos panamensis Seem.
- Strychnos panganensis Gilg
- Strychnos parviflora Spruce ex Benth.
- Strychnos parvifolia A.DC.
- Strychnos peckii B.L.Rob.
- Strychnos penninervis A.Chev.
- Strychnos pentantha Leeuwenb.
- Strychnos phaeotricha Gilg
- Strychnos poeppigii Progel
- Strychnos polyantha Pierre ex Dop
- Strychnos polytrichantha Gilg
- Strychnos potatorum L.f.
- Strychnos progeliana Krukoff & Barneby
- Strychnos pseudoquina A.St.-Hil.
- Strychnos psilosperma F.Muell.
- Strychnos puberula McPherson
- Strychnos pubiflora Krukoff
- Strychnos pungens Soler.
- Strychnos ramentifera Ducke
- Strychnos recognita Krukoff & Barneby
- Strychnos retinervis Leeuwenb.
- Strychnos ridleyi King & Gamble
- Strychnos romeu-belenii Krukoff & Barneby
- Strychnos rondeletioides Spruce ex Benth.
- Strychnos rubiginosa A.DC.
- Strychnos rufa C.B.Clarke
- Strychnos rupicola Pierre ex Dop
- Strychnos samba P.A.Duvign.
- Strychnos sandwithiana Krukoff & Barneby
- Strychnos scheffleri Gilg
- Strychnos schultesiana Krukoff
- Strychnos schunkei Krukoff & Barneby
- Strychnos setosa Krukoff & Barneby
- Strychnos solerederi Gilg
- Strychnos solimoesana Krukoff
- Strychnos sonlaensis C.K.Tran
- Strychnos soubrensis Hutch. & Dalziel
- Strychnos spinosa Lam.
- Strychnos splendens Gilg
- Strychnos staudtii Gilg
- Strychnos subcordata Spruce ex Benth.
- Strychnos tabascana Sprague & Sandwith
- Strychnos talbotiae S.Moore
- Strychnos tarapotensis Sprague & Sandwith
- Strychnos tchibangensis Pellegr.
- Strychnos ternata Gilg ex Leeuwenb.
- Strychnos tetragona A.W.Hill
- Strychnos thorelii Pierre ex Dop
- Strychnos tomentosa Benth.
- Strychnos torresiana Krukoff & Monach.
- Strychnos toxifera R.H.Schomb. ex Lindl.
- Strychnos tricalysioides Hutch. & M.B.Moss
- Strychnos trichocalyx A.W.Hill
- Strychnos trichoneura Leeuwenb.
- Strychnos tseasnum Krukoff & Barneby
- Strychnos umbellata (Lour.) Merr.
- Strychnos urceolata Leeuwenb.
- Strychnos usambarensis Gilg ex Engl.
- Strychnos vanprukii Craib
- Strychnos variabilis De Wild.
- Strychnos villosa A.W.Hill
- Strychnos vitiensis A.W.Hill
- Strychnos wallichiana Steud. ex A.DC.
- Strychnos xantha Leeuwenb.
- Strychnos xylophylla Gilg
- Strychnos zenkeri Gilg ex Baker